# Großsteingrab Mustin
Das Großsteingrab Mustin war eine megalithische Grabanlage der jungsteinzeitlichen Nordgruppe der Trichterbecherkultur bei Mustin im Kreis Herzogtum Lauenburg in Schleswig-Holstein.

## Forschungsgeschichte
Das Grab wurde erstmals in einem Grenzprotokoll von 1590 erwähnt und 1764 auf einer topografischen Karte verzeichnet. Karl Kersten dokumentierte die Anlage für seine 1951 erschienene Monografie zu den vor- und frühgeschichtlichen Denkmälern des Kreises Herzogtum Lauenburg und nahm sie dort unter der Nummer Mustin LA 19 auf. Kersten konnte noch letzte Reste der Anlage ausmachen. Möglicherweise wurden auch diese später entfernt, da die Anlage nicht im aktuellen Bodendenkmalverzeichnis des Landes Schleswig-Holstein verzeichnet ist.

## Beschreibung
Die Anlage besaß ein nordwest-südöstlich orientiertes Hünenbett mit einer Länge von 25 m und einer Breite von 15 m. Die Ränder liefen sanft aus. Im Norden verläuft ein Knick über das Hünenbett. Hier hatte die Hügelschüttung bei Kerstens Untersuchung noch eine erhaltene Höhe 0,6 m. Kersten fand hier außerdem vier oder fünf Findlinge mit einem Durchmesser zwischen 1 m und 1,2 m vor, die er für mögliche Umfassungssteine hielt. Spuren einer Grabkammer konnte Kersten nicht ausmachen.